# If I Never See Your Face Again
If I Never See Your Face Again ist ein Lied der US-amerikanischen Band Maroon 5, geschrieben vom Bandmitglied Adam Levine und James Valentine für das zweite Album It Won’t Be Soon Before Long. Eine Version des Liedes wurde mit der Sängerin Rihanna aufgenommen und als vierte Single ihres Albums Good Girl Gone Bad veröffentlicht. Das Lied wurde von Mike Elizondo, Mark „Spike“ Stent und Maroon 5 produziert.

## Hintergrund
Als die ursprüngliche Version von If I Never See Your Face Again schon fertig war, wollten Maroon 5 schließlich Rihanna als Sängerin für das Lied, da sie laut Levine etwas unterschiedliches, neues und verrücktes ausprobieren wollten.
Rihanna sagte, sie fühle sich „geehrt“, für Maroon 5, einer ihrer Lieblingsbands, singen zu dürfen. Dieses Lied ist die einzige Kollaboration auf der Wiederveröffentlichung von Good Girl Gone Bad.
Maroon 5 und Rihanna sangen das Lied erstmals in einer MTV-Show und bekamen viel Lob vom Publikum.
If I Never See Your Face Again wurde am 13. Mai 2008 erstmals im US-amerikanischen Radio gespielt.
Das Lied bekam bei den Grammy Awards 2009 eine Nominierung in der Kategorie „Best Pop Collaboration with Vocals“.

## Musikvideo
Das Musikvideo, wo Anthony Mandler Regie führte, wurde innerhalb und außerhalb von Castaic in Kalifornien am 23. April 2008 gedreht. Ein MTV News bezeichnete das Musikvideo als „glamourös“ und Levine sah das Video als „sehr stylish und wunderschön“ an und sagte, dass „Rihannas Präsenz unglaublich ist“. The Guardian schrieb: „Das Konzept scheint hohe Erotik zu sein“. Das Musikvideo feierte seine Premiere am 13. Mai 2008 bei Total Request Live.

## Rezeption

### Kritik
Das Billboard-Magazin findet den „gemeinsamen Gesang von Levine und Rihanna auf der Aufnahme sexy und deren Energie ist elegant.“

### Chartplatzierungen
If I Never See Your Face Again debütierte am 26. Mai 2008 in Australien auf Platz 28. In den amerikanischen Billboard Hot 100 debütierte das Lied auf Platz 57, was die Höchstposition blieb. Im Vereinigten Königreich debütierte das Lied am 8. Juni auf Platz 29 der Charts und wurde Rihannas erste Single, welche die britische UK Top 20 verpasst hat. Die nächste kam erst mit Hard.
| ChartsChartplatzierungen       | Höchstplatzierung | Wochen |
| ------------------------------ | ----------------- | ------ |
| Österreich (Ö3)                | 54 (2 Wo.)        | 2      |
| Schweiz (IFPI)                 | 52 (9 Wo.)        | 9      |
| Vereinigte Staaten (Billboard) | 51 (20 Wo.)       | 20     |
| Vereinigtes Königreich (OCC)   | 28 (11 Wo.)       | 11     |

### Auszeichnungen für Musikverkäufe
| Land/Region               | Auszeichnungen für Musikverkäufe (Land/Region, Auszeichnung, Verkäufe) | Verkäufe  |
| ------------------------- | ---------------------------------------------------------------------- | --------- |
| Australien (ARIA)         | Platin                                                                 | 70.000    |
| Brasilien (PMB)           | Gold                                                                   | 30.000    |
| Kanada (MC)               | Gold                                                                   | 40.000    |
| Vereinigte Staaten (RIAA) | Platin                                                                 | 1.109.000 |
| Insgesamt                 | 2× Gold · 2× Platin ·                                                  | 1.249.000 |

Hauptartikel: Maroon 5/Auszeichnungen für Musikverkäufe